# Spargania ziczacata
Spargania ziczacata là một loài bướm đêm trong họ Geometridae.